# Achthophora lumawigi
Achthophora lumawigi là một loài bọ cánh cứng trong họ Cerambycidae.